# Christian Institute
Christian Institute – brytyjska ponaddenominacyjna organizacja ewangelicka. Zajmuje się promocją Biblii jako najwyższego autorytetu i działalnością charytatywną.
W 2007 roku oskarżyła firmę Google o dyskryminację organizacji chrześcijańskich i zasad wolności światopoglądowej.